# Plectromacronema comptum
Plectromacronema comptum är en nattsländeart som beskrevs av Georg Ulmer 1906. Plectromacronema comptum ingår i släktet Plectromacronema och familjen ryssjenattsländor. Inga underarter finns listade i Catalogue of Life.